# Dragan Gajić
Dragan Gajić, Slovenski rokometaš, * 21. julij 1984, Celje, Jugoslavija.
Gajić je kariero začel v klubu Celje Pivovarna Laško, za katerega je igral med letoma 2000 in 2003, 2004 in 2009 ter 2010 in 2011. S Celjem je osvojil naslov slovenskega državnega prvaka v letih 2004, 2005, 2006, 2007, 2008 in 2010 ter pokalnega prvaka v letih 2004, 2006, 2007, 2010. Krajši čas je igral za RK Rudar Trbovlje in RK Zagreb, s katerim je leta 2011 postal hrvaški državni in pokalni prvak, od leta 2011 pa je član francoskega kluba Montpellier HB. Z Montpellierjem je leta 2012 postal francoski državni prvak, v letih 2012 in 2013 francoski pokalni prvak ter v letih 2012 in 2014 ligaški pokalni prvak. V sezonah 2011/12 in 2013/14 je bil izbran za najboljše desno krilo francoske lige, v sezoni 2013/14 je bil s 192 goli najboljši strelec v francoski ligi in z 72 goli tudi v pokalu Evropske rokometne zveze.
Za slovensko reprezentanco je odigral 151 uradnih tekem in dosegel 642 golov. Nastopil je na Evropskem prvenstvu 2012 in Svetovnem prvenstvu 2013.